# آنا كوزاك
آنا كوزاك (بالروسية: Козак, Анна Федоровна)‏ هي عداءة سريعة بيلاروسية، ولدت في 22 يونيو 1974 في Novolukoml ‏ في روسيا البيضاء.

## وصلات خارجية
- آنا كوزاك على موقع الاتحاد الدولي لألعاب القوى (الإنجليزية)
- آنا كوزاك على موقع أوليمبيديا (الإنجليزية)